# 王东风
王东风（1958年1月6日—），享受国务院政府特殊津贴专家，中华人民共和国翻译家，中山大学教授。

## 生平
1982年毕业于安徽师范大学外语系，毕业后分配至安庆师范学院（现安庆师范大学）任教。1992年调至华南理工大学工作，1999年于北京大学获博士学位。后历任南京大学教授，广州日报报业集团《英文早报》副主编，华南师范大学特聘教授。2004年加盟中山大学，曾任中山大学翻译学院常务副院长，中山大学外语教学中心主任，中山大学外国语学院院长、中山大学翻译研究中心主任等职。2024年受聘广东外语外贸大学，任英语语言文化学院云山工作室首席专家。

## 学术贡献
主要从事翻译学、语言学、比较文学、外语教学研究工作。主持教育部重大攻关项目等项目多项，发表学术论文100余篇，出版学术专著、译著20余部。

## 社会兼职
全国翻译硕士专业学位教育指导委员会委员、副秘书长，教育部高等学校大学外语教学指导委员会委员，中国英汉语比较研究会副会长，中国翻译协会常务理事，广东省翻译协会会长。

## 奖励与荣誉
- 2005年，获广东省哲学社会科学优秀成果奖三等奖[6]
- 2017年，获广东省第七届哲学社会科学优秀成果奖二等奖[7]
- 2024年，获中国翻译协会“资深翻译家”荣誉称号[8]